# Gogo ornatus
Gogo ornatus är en fiskart som beskrevs av Ng och Sparks 2005. Gogo ornatus ingår i släktet Gogo och familjen Anchariidae. Inga underarter finns listade i Catalogue of Life.